# Zespół Szkół Komunikacji im. Hipolita Cegielskiego w Poznaniu
Zespół Szkół Komunikacji im. Hipolita Cegielskiego w Poznaniu – zespół szkół ponadpodstawowych w Poznaniu, w ramach którego działają: Technikum Komunikacji (dawne Technikum Kolejowe) oraz XXXII Liceum Ogólnokształcące. Zespół szkół powstał w roku 2000 na bazie technikum funkcjonującego w różnej formie od 1946 roku. Budynek szkoły znajduje się w centrum Poznania na rogu ulic Fredry i Mielżyńskiego. Od roku 1989 nosi imię Hipolita Cegielskiego. Główny profil nauczania to informatyka i elektronika, po części powiązane z kolejnictwem i transportem.

## Charakterystyka szkoły
Przez lata szkoła była wiodącą w regionie placówką oświatową kształcącą pracowników kolejnictwa. Opiekę sprawowało Ministerstwo Komunikacji, później także Dyrekcja PKP. Po 2000 roku ze względu na spadek popularności zawodu kolejarza szkoła musiała zreformować profil nauczania, nie rezygnując całkowicie z kształcenia w branży transportowej.
Technikum Komunikacji należy do najlepszych szkół średnich w kraju. W rankingu Perspektyw z roku 2012 Technikum Komunikacji uplasowało się na pozycji 3. w skali kraju z wynikiem 92,02 punktów.
Technikum Komunikacji w ogólnopolskim rankingu techników 2013 Perspektywy zajęło 5. miejsce w kraju, oraz 1. miejsce w województwie wielkopolskim. W Podrankingu Maturalnym Techników 2013 szkoła uplasowała się na 3. pozycji. W rankingu z roku 2012 TK zajęła 3. miejsce w skali kraju oraz 1. w Wielkopolsce.
W roku 2014 Technikum Komunikacji utrzymało swoją pozycję 5. w kraju w ogólnopolskim rankingu techników 2014 Perspektywy. W Podrankingu Maturalnym Techników 2014, TK zajęło 3. miejsce, natomiast w rankingu egzaminów zawodowych awansowało z 48. na 17. pozycję. W zestawieniu zawodowym dla technika elektronika wyniki egzaminu sprawdzającego kwalifikacje uplasowały Technikum Komunikacji na 8. miejscu w kraju. Szkoła obroniła swoją pozycję pierwszego technikum w województwie wielkopolskim.
Zespół szkół mieści się w sześciopiętrowej kamienicy (na wszystkich sześciu piętrach odbywają się zajęcia). Na parterze znajduje się świetlica oraz bufet, część administracyjna głównie na pierwszym piętrze. W piwnicy mieszczą się szatnie, Piwnica Artystyczna oraz siedziba Poznańskiego Klubu Modelarzy Kolejowych. W gmachu na Fredry jest siedem pracowni komputerowych. Szkoła posiada dużą salę gimnastyczną oraz internat „Pod Semaforem” przy ulicy Czajczej 14.
Szkoła posiada łącze internetowe o przepustowości 100 Mb/s (połączenie bezpośrednie z siecią POZMAN).
Dyrektorem, od października 1989 roku do czerwca 2025 roku, był mgr inż. Ryszard Pyssa, absolwent Technikum Kolejowego.

## Profile nauczania

### XXXII Liceum Ogólnokształcące
- profile: informatyczny/biotechnologiczny
- profile: komunikacja interpersonalna/komunikacji językowa i globalna

### Technikum Komunikacji
- Profile: technik elektroenergetyk transportu szynowego/technik elektronik
- Profil: technik informatyk
- Profil: technik elektronik
- Profile: technik elektroenergetyk transportu szynowego/technik automatyki sterowania ruchem kolejowym
- Profil: technik automatyk
- Profil: technik programista

## Historia szkoły

### Najważniejsze wydarzenia
- 21.09.1946 – uruchomienie w Kutnie-Azorach Państwowego Gimnazjum Mechanicznego
- 01.09.1954 – przeniesienie szkoły do Poznania do obecnej siedziby (utworzono tam także internat) i przemianowanie na Technikum Kolejowe Ministerstwa Kolei
- 23.02.1985 – zjazd absolwentów i nadanie szkole imienia Hipolita Cegielskiego
- od r. 1985 – powstanie Poznańskiego Klubu Modelarzy Kolejowych
- 30.11.1989 – powstanie Klubu Szkół noszących imię Hipolita Cegielskiego (zrzeszającego obecnie 11 szkół z całej Polski)
- 01.09.1992 – włączenie do szkoły Medycznego Studium Zawodowego przy ul. Czajczej 14
- 06.05.1993 – przeniesienie internatu do budynku przy ul. Czajczej
- 15.09.1994 – otwarcie sali gimnastycznej przy ul. Czajczej
- 04.09.1996 – jubileusz 50-lecia szkoły i nadanie nowego sztandaru
- 01.09.2000 – przemianowanie szkoły na Zespół Szkół Komunikacji
- 23.09.2006 – zjazd absolwentów z okazji 60-lecia szkoły
- 03.09.2012 – Miejska Inauguracja Roku Szkolnego 2012/2013 w Zespole Szkół Komunikacji w Poznaniu

### Szkoły w historii zespołu szkół[potrzebnyprzypis]
| Nazwa szkoły                                    | Okres działania |
| ----------------------------------------------- | --------------- |
| Państwowe Gimnazjum Mechaniczne                 | 1946 – 1948     |
| Państwowe Liceum Mechaniczne                    | 1948 – 1951     |
| Technikum Mechaniczno Odlewnicze                | 1952 – 1954     |
| Technikum Kolejowe                              | 1954 – 2002     |
| XXXII Liceum Ogólnokształcące                   | 2000 – 2023     |
| Policealna Szkoła Komunikacyjno – Informatyczna | 2000 – 2005     |
| Technikum Komunikacji                           | od 2002         |
| XXXII Liceum Profilowane                        | 2002 – 2007     |
| Szkoła Policealna nr 32                         | od 2002         |

### Dyrektorzy
| Okres pełnienia funkcji | Nazwisko          |
| ----------------------- | ----------------- |
| 02.1947 – 08.1948       | Lech Kowalski     |
| 09.1948 – 12.1952       | Jan Borówko       |
| 03.1953 – 08.1956       | Henryk Rytka      |
| 09.1965 – 08.1972       | Zygmunt Pazda     |
| 09.1972 – 08.1981       | Roman Lewandowski |
| 09.1981 – 08.1982       | Marian Kopeć      |
| 09.1982 – 08.1983       | Stefan Jaskulski  |
| 09.1983 – 09.1989       | Jerzy Krzymiński  |
| 10.1989 – 06.2025       | Ryszard Pyssa     |